# RIXO
RIXO.cz je online srovnávač finančních služeb v oblastech pojištění, energií a hypoték. Srovnat a sjednat si na RIXO.cz lze povinné ručení, havarijní pojištění, životní pojištění, pojištění majetku, pojištění odpovědnosti, cestovní pojištění, elektřinu, plyn, hypotéku. Služba také dokáže zkontrolovat kvalitu stávajících pojistných smluv klientů a uložit je na jedno místo – do klientské aplikace.  Služba je pro zákazníky zdarma. RIXO.cz vystupuje v roli pojišťovacího zprostředkovatele. 
RIXO.cz je srovnávač, který kromě srovnání a sjednání pojištění provádí také kontrolu a hodnocení stávajících pojistných smluv. K hodnocení pojistných smluv tzv. RIXO index, který na škále od 1 do 10 porovnává několik stovek různých parametrů, jako jsou výluky, spoluúčasti či odlišné územní platnosti. RIXO.cz provozuje webovou službu a jako jediný srovnávač na českém trhu má také mobilní aplikaci. Jejím vlastníkem je mezinárodní holdingová společnost EMMA Capital. Ke konci roku 2020 měla více než 20 000 klientů.

## Historie
Služba RIXO.cz vznikla v České republice pod původním názvem DOK. První nápad online pojišťovací službu vytvořit přišel v roce 2015. V roce 2017 potom probíhal výzkum a od roku 2018 se začala stavět první podoba služby.
V roce 2018 získal tehdejší DOK významnou investici od finanční skupiny Home Credit B.V. v hodnotě 100 mil. Kč. To přispělo k jejímu spuštění v témže roce. Od začátku působení služby až do května 2020 byl v jejím čele Aleš Žárský, od května 2020 byl CEO Pavel Krbec, od listopadu 2022 je CEO Martin Ždímal.
Na přelomu roku 2019 a 2020 se služba přejmenovala z názvu DOK na současný název RIXO.